# Manuel Jorge Rodrigues
Il barone Manuel Jorge Rodrigues (Lisbona, 23 aprile 1777 – Rio de Janeiro, 14 maggio 1845) è stato un generale e politico portoghese naturalizzato brasiliano.

## Biografia
Figlio di Jerônimo Rodrigues e di Joana Maria da Conceição Rodrigues, Jorge Manuel sposò Maria da Conceição Rodrigues.
Dapprima intenzionato a seguire la carriera di suo padre nel campo degli affari di commercio, il 18 settembre 1794 scelse invece di entrare nell'esercito portoghese, prendendo parte con distinzione a tutta la Guerra peninsulare sotto gli ordini del maresciallo inglese William Carr Beresford, I visconte Beresford.
Entrato nella divisione dei volontari del re del Portogallo, si trasferì nel 1816 in Brasile, giungendo a Rio de Janeiro il 30 marzo e qui prese parte alla guerra contro Artigas ove ottenne la nomina a maresciallo nel 1826. Nominato comandante dell'esercito della provincia del Rio Grande do Sul, venne sostituito il 30 gennaio 1830 da Gustavo Henrique Brown e destinato col medesimo ruolo alla provincia di Pará ove rimase dal 10 aprile al novembre del 1835. Nel 1840 venne nominato governatore del presidio d'arme di corte, ove rimase per quattro anni. Suo figlio fu José Antônio Calasans Rodrigues (1805-1876), militare e politico brasiliano.